# 하리 라르바
하리 라르바(핀란드어: Harri Larva, 1906년 9월 9일 ~ 1980년 11월 11일)는 핀란드의 육상 선수로 1928년 암스테르담 올림픽 1500m 금메달리스트였다.
본명은 하리 에드빈 랑게르스트룀(Harri Edvin Langerström)으로 투르쿠에서 태어났다. 그의 이름이 충분히 핀란드어 같지 않은 이유로, 1928년 국민주의자이자 당시 핀란드 육상 연합의 회장 우르호 케코넨에 의하여 그의 성을 라르바로 바꿔야 하였다.
4회의 국내 800m 챔피언(1928~30, 1934)이었던 라르바는 국내 선수권 대회에서 자신의 좋아하는 거리 1500m에서 동메달(1927)을 획득하였다. 1928년은 400m부터 마일까지 자신의 최고 상연으로 달렸던 라르바의 전성기적인 해였다.
암스테르담 올림픽 1500m 결승전에서 프랑스의 쥘 라두메그와 함께 강력한 결투를 벌이면서 놀랍게도 3분 53.2초의 기록과 함께 우승을 거두었다. 4년 후, 로스앤젤레스 올림픽에도 나갔으나 1500m 10위에 그쳤다.
74세의 나이로 투르쿠에서 사망하였다.